# Albert I., pruski vojvoda
Albert od Pruske (njemački: Albrecht, latinski: Albertus) (8. srpnja 1490. – 20. ožujka 1568.) je bio 37. Veliki Meštar Master vitezova Teutonaca, a nakon obraćenja u luteranstvo, prvi vojvoda od Pruskog Vojvodstva, koje je bilo prva zemlja koja je usvojila luteransku vjeru i protestantizam kao službenu državnu religiju. Albert dokazao ključnu ulogu u političkom širenju protestantizma u svojoj ranoj fazi.
Budući da je Albert bio član Brandenburg-Ansbach grane Dinastije Hohenzollern, to je vuklo nadu da će njegov izbor kao Velikog Meštra prekinuti nazadovanje vitezova Teutonaca od 1410; vojvoda Friedrich, saski vojvoda iz dinastije Wettin je bio izabran iz istog razloga. Umjesto toga, Albertova sekularizacija pruskih područja Reda na kraju je dovela da je Vojvodstva Pruska došlo u nasljeđe markgrofovije Brandenburg.
Albertovi naslovi (na njegovu ustoličenju godine 1561. u Königsbergu) su bili: Albert Stariji, markgrof od Brandenburga u Pruskoj, Stettina u Pomeraniji, vojvoda Kašuba i Wenda, zemaljski grof od Nürnberga i grof od Rügena itd. 